# Ли Морин
Ли Милър Емил Морин (на английски: Lee Miller Emile Morin) е американски лекар и астронавт на НАСА, участник в един космически полет.

## Биография

### Произход и образование
Роден е на 9 септември 1952 година в Манчестър, Ню Хампшър, САЩ. Завършва колежа Western Reserve Academy в Охайо през 1975. През 1989 г. получава бакалавърска степен по математика в университета на щата Ню Хампшър. През 1978 г. става бакалавър по биохимия в Университета на Ню Йорк. През 1981 завършва медицина в същото висше учебно заведение, където на следващата година защитава докторат по микробиология. През 1988 взема специалност „обществено здравеопазване“ от университета на Алабама в град Бирмингам.

### Военна кариера
Ли Морин започва службата си в USN през 1993 г. Завършва курс за лекар на подводни лодки. Зачислен е в екипажа на атомната подводница „USS Henry M. Jackson“ (SSBN-730). През 1986 завършва военномедицинския институт в Пенсакола, Флорида. През месец август 1990 взема участие в операция Пустинен щит в Саудитска Арабия. През 1992 специализира аерокосмическа медицина.

### Служба в НАСА
Морин е избран за астронавт от НАСА на 1 май 1996 г., Астронавтска група №16. Взема участие в един космически полет и 259 часа в Космоса. Има в актива си две космически разходки с обща продължителност 14 часа и 09 минути.
| Космически полет на Ли Милър Емил Морин                        | Космически полет на Ли Милър Емил Морин | Космически полет на Ли Милър Емил Морин | Космически полет на Ли Милър Емил Морин | Космически полет на Ли Милър Емил Морин | Космически полет на Ли Милър Емил Морин | Космически полет на Ли Милър Емил Морин |
| №                                                              | Дата                                    | КК                                      | Емблема на мисията                      | Функции                                 | Продължителност                         |                                         |
| -------------------------------------------------------------- | --------------------------------------- | --------------------------------------- | --------------------------------------- | --------------------------------------- | --------------------------------------- | --------------------------------------- |
| 3                                                              | 8 април 2002                            | „Атлантис“, мисия STS-110               |                                         | Специалист на мисията                   | 10 денонощия 19 часа 43 мин. 38 сек.    |                                         |
| Сумарно време в космоса – 10 денонощия 19 часа 43 мин. 38 сек. |                                         |                                         |                                         |                                         |                                         |                                         |

## Награди
- Медал за похвална служба;
- Медал за похвала на USN;
- Медал за заслуги на USN;
- Медал за служба USN;
- Медал за изтъкнати заслуги на USN;
- Медал на USN за задгранична военна служба;
- Медал за освобождението на Кувейт;
- Медал за служба в националната отбрана;
- Медал за участие в бойните действия в Югозападна Азия.